# ستيفن إتنغر
ستيفن إتنغر (بالإنجليزية: Stephen Ettinger) هو دراج أمريكي، ولد في 28 أبريل 1989 في كشمير في الولايات المتحدة.